# Richard K. Sutherland

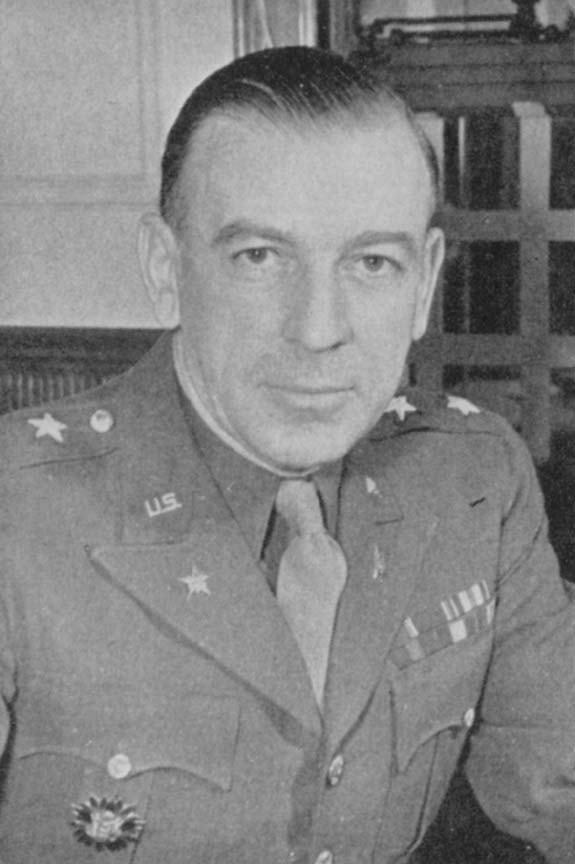
O tenente general Richard Sutherland.

Richard Kerens Sutherland (Hancock, Maryland, 27 de novembro de 1893 - Washington, D.C., 25 de junho de 1966) foi um oficial do Exército dos Estados Unidos durante a Segunda Guerra Mundial. Ele serviu como Chefe de Estado-Maior do General do Exército Douglas MacArthur na Área do Sudoeste do Pacífico durante a guerra.

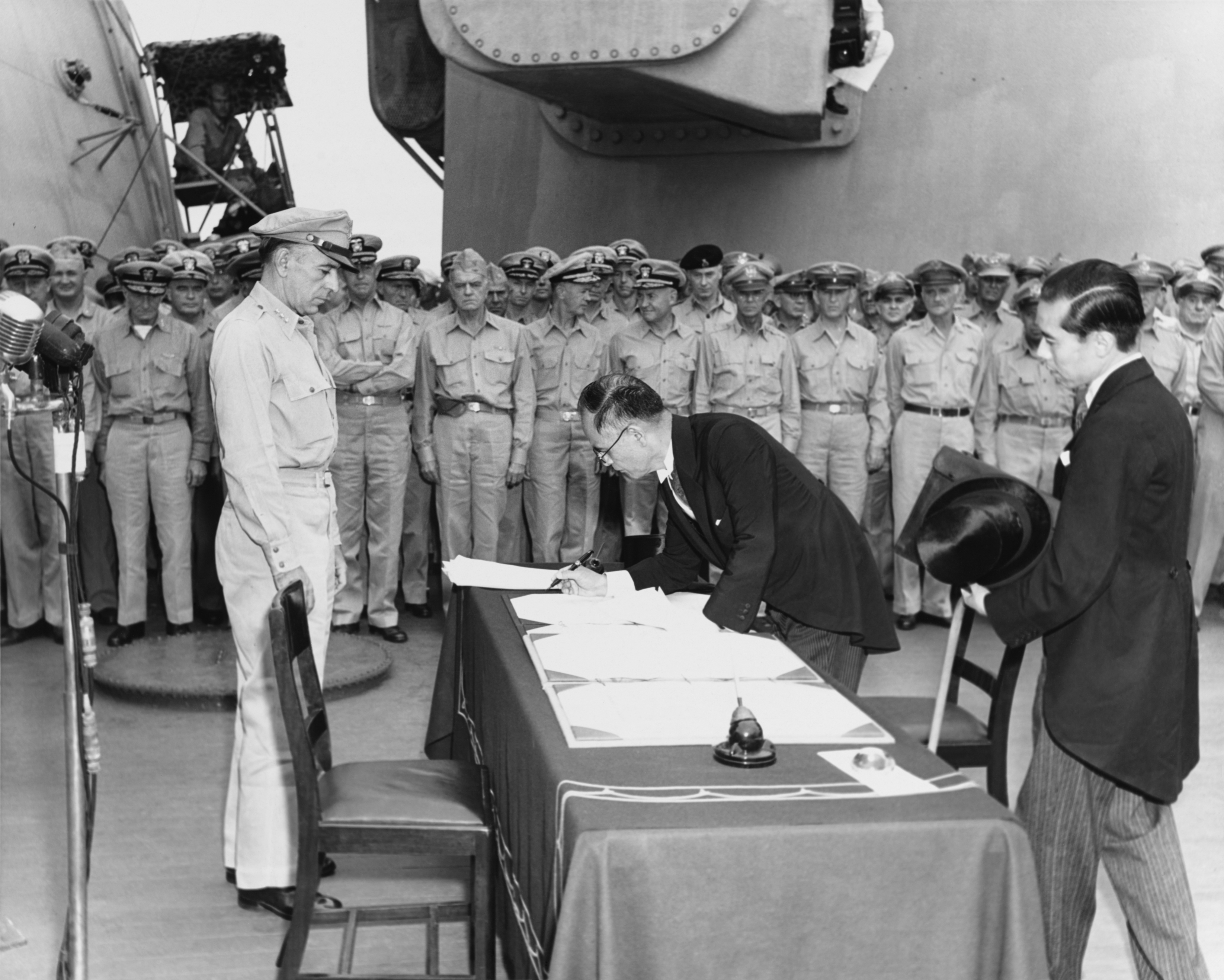
Richard K. Sutherland observa como o Ministro das Relações Exteriores japonês Mamoru Shigemitsu assina o Instrumento de Rendição Japonês em nome do governo japonês, a bordo do USS Missouri (BB-63), 2 de setembro de 1945

## Segunda Guerra Mundial
Após a queda de Manila, a sede de MacArthur mudou-se para a fortaleza da ilha de Corregidor, onde foi alvo de numerosos ataques aéreos japoneses, forçando a sede a se mudar para o túnel de Malinta. Sutherland era um visitante frequente do front em Bataan. Ele recebeu um pagamento em dinheiro de US$ 75 000 do presidente Quezon. Em março de 1942, MacArthur foi ordenado pelo presidente Franklin D. Roosevelt a se mudar para a Austrália. Sutherland selecionou o grupo de conselheiros e comandantes militares subordinados que acompanhariam MacArthur e escapariam das Filipinas em quatro barcos do PT. Sutherland permaneceria como chefe de gabinete de MacArthur durante toda a guerra.

## Rendição japonesa
Na rendição japonesa na Baía de Tóquio em 2 de setembro de 1945, o representante canadense, Coronel L. Moore Cosgrave, assinou o Instrumento de Rendição Japonês abaixo, em vez de na linha para o Canadá. Os japoneses chamaram a atenção para o erro. Sutherland passou dois traços de sua caneta pelos nomes dos quatro países acima das assinaturas perdidas e os escreveu no lugar a que pertenciam. Os japoneses então aceitaram o documento corrigido.